# سنگ‌چشم سرسفید جنوبی
سنگ‌چشم سرسفید جنوبی (نام علمی: Eurocephalus anguitimens) نام یک گونه از تیره سنگ‌چشم است.